# تسلیم (فیلم ۲۰۰۴)
تسلیم (انگلیسی: Submission) یک فیلم کوتاه درام هلندی به کارگردانی تئودور ون گوگ است که در سال ۲۰۰۴ منتشر شد. فیلم‌نامهٔ این فیلم را آیان حرصی علی (یکی از نمایندگان پیشین مجلس هلند از حزب مردم برای آزادی و دموکراسی) نگاشته بود. نام فیلم برگرفته از ترجمهٔ عربی واژه «اسلام» (به معنای تسلیم و گردن‌نهادن) است. چندی پس از نمایش این فیلم در تلویزیون سراسری هلند، کارگردان فیلم توسط یک بنیادگرای مسلمان مراکشی‌الاصل به نام محمد بویری به قتل رسید.

## محتوا
فیلم بازگوکنندهٔ زندگی ۴ شخصیت داستانی است که نقش همگی را یک هنرپیشه ایفا کرده‌است که با حجاب ظاهر می‌شوند، اما لباس‌شان در برخی قسمت‌ها بدن‌نماست و از زیر آن می‌توان آیات قرآن را دید که بر روی پوست‌شان نوشته‌است. این زن‌ها دربارهٔ سوءاستفاده‌ها و خشونت‌های گوناگونی که متحمل شده‌اند، صحبت می‌کنند. فیلم حاوی تک‌گویی‌های این شخصیت‌هاست و تأکید مشخصی بر ۳ آیه از قرآن ([قرآن نساء ۳۴] [قرآن بقره ۲۲۲] و [قرآن نور ۲]) دارد که بر روی بدن‌های آنان نگاشته شده‌است.

## انگیزه

تصویری از بدن یک زن با آیات قرآنی بر روی آن. هنرپیشه فیلم، در نقش یک زن مسلمان ظاهر می شود (که لباس بدن‌نمای سیاه بر تن دارد) و یکی از خویشاوندانش، او را کتک زده و مورد تجاوز قرار داده است. بدن این زن‌ها در فیلم همچون بوم نقاشی برای نشان دادن آیات قرآنی به کار رفته است.

فیلم‌نامه‌نویس تسلیم، آیان حرصی علی می‌گوید «مطابق آیه ۳۴ سوره نساء می‌توان در صورت نافرمانی زنان، آنان را کتک زد. این یکی از مفسده‌هایی است که می‌خواستم در فیلم نشان داده شود.» در پاسخ به سؤالی از او که پرسیده شد آیا این فیلم توهین به مسلمانان است، آیان حرصی علی پاسخ داد: «اگر شما یک زن مسلمان باشید و قرآن را بخوانید و ببنید که در آن نوشته شده اگر به همسرتان «نه» بگوئید، باید به شما تجاوز شود؛ این است که ناخوشایند و زننده است؛ و این است که توهین‌آمیز است.»
کارگردان فیلم تئودور ون گوگ که بابت شخصیت جنجالی و بحث‌انگیزش شناخته می‌شد، فیلم را یک «رسالهٔ سیاسی» نامید.

## بازخوردها
فیلم بابت به تصویر کشیدن طرق گوناگونی که زن‌ها مطابق قوانین شرعی بنیادگرایی اسلامی مورد آزار و سوء استفاده قرار می‌گیرند و همچنین خشم ناشی از انتقاد از شرع اسلام، مورد ستایش واقع شد. منتقد فیلم «فیل هال» دربارهٔ فیلم نوشت: «فیلمِ تسلیم در زمینهٔ موردِ سؤال قراردادنِ زن‌ستیزی و فرهنگ خشونت علیه زنان با عنایت به تفسیرهای قرآنی، جسورانه عمل کرد. سوالاتی که در فیلم مطرح می‌شوند: ارزش پرسیدن را دارند: آیا کتک زدن و کشتن زنان، خواستِ پروردگار است؟ آیا پائین نگه‌داشتنِ استانداردِ زندگیِ زنان، مخالفت با حق آزادی اراده و تفکر مستقل، تقدس و پرهیزگاری است؟ و در نهایت، چگونه در قرن بیست و یکم، چنین چارچوب ذهنی‌ای وجود دارد؟» از سوی دیگر، منتقد دیگری به نام «دنیس لیم» اظهار داشت: «غم‌انگیز است که تصور شود این وقاحت سطحی و ناچیز را بتوان به عنوان یک انتقاد جدی از اسلام محافظه‌کارانه مطرح کرد.» یک منتقد ناشناس دیگر نیز داستان‌های مطرح‌شده در فیلم را ساده‌انگارانه و حتی کاریکاتوری دانست.
پس از پخش فیلم در تلویزیون هلند، یک روزنامهٔ هلندی گزارش داد که یک روزنامه‌نگار اینترنتی به نام «فرانسیسکو وان یوله»، کارگردان و فیلم‌نامه‌نویس «تسلیم» را به دزدی ادبی متهم کرده‌است. وان یوله مدعی شده بود که آن دو، ایدهٔ فیلم را از هنرمند ایرانی شیرین نشاط «کپی‌برداری» کرده‌اند. یکی از کارهای هنری شیرین نشاط که در آن، مقدار فراوانی از خوش‌نویسی ایرانی با پروژکتور بر روی بدن انسان به نمایش درآمده بود، از سال ۱۹۹۷ تا ۲۰۰۰ در هلند در معرض نمایش بود.

### زنان در جوامع مسلمان
- اسلام و خشونت خانگی
- ناموس
- زن در اسلام

### سایر موارد بحث‌آفرین
- جنجال کاریکاتورهای محمد در یولاندز پستن
- فتنه - یک فیلم هلندی در نقد اسلام
- تیراندازی در دفتر شارلی ابدو